# Teddy Bautista
Eduardo Bautista García, també conegut com a Teddy Bautista, (Las Palmas de Gran Canaria, 27 de maig de 1943) és un cantant espanyol.
Va ser membre de Los Canarios, grup canari de finals dels 60, que es dedicava sobretot a la música soul i en part al rock. Destaca el treball denominat Ciclos, en el qual es versionen Les quatre estacions d'Antonio Vivaldi, una obra més aviat experimental en el seu moment en què es fusionava el rock amb els últims avanços de la música electrònica de l'època. És destacable la seva aportació a la banda sonora de Jesucrist Superstar, en la qual interpreta en la primera versió espanyola a Judes, protagonista de l'obra. Actualment és president de la Societat General d'Autors i Editors (SGAE), on ha adquirit molta notorietat per la seva campanya en favor del cànon compensatori per còpia privada en els suports audiovisuals.
Gràcies a la seva tasca al front de la SGAE, a principis del 2010 va aconseguir una pensió vitalícia del 90% del seu sou, o sigui uns 25.000 € al mes.
L'1 de juliol del 2011, just un dia després de la seva aclaparadora reelecció, fou detingut i posat a disposició judicial junt a vuit directius més de la SGAE per un presumpte delicte d'apropiació indeguda, desviació de fons i administració fraudulenta en una operació ordenada per la Fiscalia anticorrupció (cas Saga). El 3 de juliol va ser posat en llibertat amb càrrecs.